# HKN, Inc.
HKN, Inc., tidigare Harken Energy Corporation, är ett amerikanskt petroleum- och gasföretag baserat i Southlake, Texas. Företaget är börsnoterat på American Stock Exchange. George W. Bush har varit styrelsemedlem i företaget.